# 平田薫 (野球)
平田 薫（ひらた かおる、1954年2月9日 - ）は、香川県坂出市出身の元プロ野球選手（内野手）。

## 来歴・人物
坂出工業高校では1971年の夏の香川県大会で同期のエース香川正人を擁して準決勝に進出するが、坂出商に敗れる。
高校卒業後は、駒澤大学へ進学し硬式野球部に入部。東都大学野球リーグでは5回の優勝を経験。
1973年には秋季リーグ優勝後、第4回明治神宮野球大会でも同志社大を降し初優勝を飾る。
1974年春季リーグでは打率.438を記録して首位打者となり優勝に貢献。最高殊勲選手、初のベストナイン（遊撃手）にも選ばれた。
1975年は春秋季連続優勝、全日本大学野球選手権大会でも決勝で大阪商大を破り優勝している。また1974年、1975年の日米大学野球選手権日本代表に選出されている。リーグ通算72試合出場、260打数89安打、打率.342、3本塁打、43打点。ベストナイン3回受賞（遊撃手1回、二塁手2回）。
1975年オフにドラフト外で読売ジャイアンツに入団。
1979年には一軍に定着、二塁手として14試合に先発出場するが、ジョン・シピンの壁を破れずレギュラーには届かなかった。同年オフの長嶋茂雄監督による「地獄の伊東キャンプ」にも参加する。
1980年には篠塚利夫が台頭、その後は主に「左キラー」の右の代打要員として活躍した。
1981年の日本シリーズでは5試合に出場。第4戦、第5戦では左投手に強いことを買われ、篠塚に代わって二塁手、三番打者として先発出場を果たす。木田勇、高橋一三から本塁打を放ち、シリーズ通算12打数8安打4打点の活躍で日本一に貢献、優秀選手賞を獲得した。
1983年9月14日の阪神タイガースとの対戦では、同点の9回裏、河埜和正への代打吉村禎章に対し、阪神は池内豊から山本和行へリレー。この場面で代打の代打として登場しサヨナラ本塁打を放っている。同年の西武ライオンズとの日本シリーズでも3試合に代打として出場するが、活躍はできなかった。
1984年のシーズン終了後に自由契約となる。
1985年に横浜大洋ホエールズに移籍。その年の対巨人戦では相手の自力優勝を消滅させる満塁本塁打を放つなど、古巣を見返す活躍をした。
1986年には二塁手として山下大輔、高橋雅裕と併用され、自己最多の46試合に先発。規定打席には届かなかったが打率.252、7本塁打の記録を残す。
1988年に岩下正明との交換トレードでヤクルトスワローズに移籍。同年4月8日の巨人との開幕戦で角三男から決勝の2点二塁打を放ち、東京ドーム初のお立ち台に立ったのが最後の晴れ舞台となった。同年限りで戦力外となり、現役続行を希望するも引退。
引退後、香川県へ帰郷。県内の会社勤務を経て徳島県の学校法人生光学園の職員となり、硬式野球のヤングリーグに所属している生光学園中学校の監督に就任。加盟して3年目の、2009年3月のヤングリーグ第17回春季全国大会で優勝した。
中畑清や二宮至とは、駒大野球部および読売ジャイアンツで同期。ともに「駒澤三羽ガラス」と呼ばれた。なお、中畑が巨人にドラフト指名された際に「平田と二宮も一緒に入団するなら入団する」と巨人に申し入れたのがきっかけで巨人への入団が決まった。他の大学同期には山本泰之、水谷啓昭両投手がいる。
かなりの飲兵衛で、代打で打席に入る前に一飲みして景気付けをし打席に入った事があるという。

## 詳細情報

### 年度別打撃成績
| 年 度      | 球 団      | 試 合 | 打 席 | 打 数 | 得 点 | 安 打 | 二 塁 打 | 三 塁 打 | 本 塁 打 | 塁 打 | 打 点 | 盗 塁 | 盗 塁 死 | 犠 打 | 犠 飛 | 四 球 | 敬 遠 | 死 球 | 三 振 | 併 殺 打 | 打 率 | 出 塁 率 | 長 打 率 | O P S |
| ---------- | ---------- | ----- | ----- | ----- | ----- | ----- | -------- | -------- | -------- | ----- | ----- | ----- | -------- | ----- | ----- | ----- | ----- | ----- | ----- | -------- | ----- | -------- | -------- | ----- |
| 1978       | 巨人       | 3     | 1     | 1     | 0     | 0     | 0        | 0        | 0        | 0     | 0     | 0     | 0        | 0     | 0     | 0     | 0     | 0     | 1     | 0        | .000  | .000     | .000     | .000  |
| 1979       | 巨人       | 61    | 93    | 82    | 14    | 28    | 7        | 0        | 3        | 44    | 19    | 1     | 3        | 3     | 2     | 5     | 0     | 1     | 15    | 1        | .341  | .378     | .537     | .914  |
| 1980       | 巨人       | 56    | 84    | 73    | 3     | 16    | 4        | 0        | 1        | 23    | 6     | 0     | 0        | 10    | 0     | 0     | 0     | 1     | 16    | 2        | .219  | .230     | .315     | .545  |
| 1981       | 巨人       | 29    | 41    | 38    | 5     | 9     | 0        | 0        | 3        | 18    | 5     | 0     | 0        | 2     | 0     | 1     | 1     | 0     | 8     | 1        | .237  | .256     | .474     | .730  |
| 1982       | 巨人       | 33    | 42    | 38    | 0     | 5     | 0        | 0        | 0        | 5     | 2     | 0     | 0        | 1     | 0     | 2     | 0     | 1     | 7     | 2        | .132  | .195     | .132     | .327  |
| 1983       | 巨人       | 30    | 30    | 28    | 1     | 4     | 0        | 0        | 1        | 7     | 4     | 0     | 0        | 0     | 0     | 2     | 2     | 0     | 10    | 0        | .143  | .200     | .250     | .450  |
| 1985       | 大洋       | 81    | 153   | 146   | 13    | 39    | 7        | 0        | 6        | 64    | 33    | 1     | 0        | 0     | 0     | 6     | 0     | 1     | 24    | 7        | .267  | .301     | .438     | .739  |
| 1986       | 大洋       | 86    | 214   | 202   | 22    | 51    | 8        | 0        | 7        | 80    | 31    | 2     | 1        | 0     | 0     | 10    | 0     | 2     | 32    | 5        | .252  | .294     | .396     | .690  |
| 1987       | 大洋       | 30    | 52    | 50    | 3     | 8     | 1        | 0        | 1        | 12    | 7     | 0     | 0        | 0     | 1     | 1     | 0     | 0     | 12    | 1        | .160  | .173     | .240     | .413  |
| 1988       | ヤクルト   | 43    | 40    | 29    | 4     | 4     | 1        | 0        | 0        | 5     | 5     | 0     | 0        | 0     | 2     | 9     | 1     | 0     | 8     | 1        | .138  | .325     | .172     | .497  |
| 通算：10年 | 通算：10年 | 452   | 750   | 687   | 65    | 164   | 28       | 0        | 22       | 258   | 112   | 4     | 4        | 16    | 5     | 36    | 4     | 6     | 133   | 20       | .239  | .281     | .376     | .656  |

### 表彰
- 日本シリーズ優秀選手賞：1回 （1981年）

### 記録
- 初出場：1978年4月8日、対中日ドラゴンズ2回戦（ナゴヤ球場）、8回裏に土井正三に代わり二塁手として出場
- 初先発出場：1979年4月11日、対阪神タイガース2回戦（阪神甲子園球場）、2番・二塁手として先発出場
- 初安打・初本塁打・初打点：同上、1回表に山本和行から左越先制ソロ

### 背番号
- 25 （1976年 - 1980年、1988年）
- 19 （1981年 - 1984年）
- 20 （1985年 - 1987年）